# 高朋
高朋（1972年7月—），男，汉族，辽宁凤城人，经济学博士，高级经济师，中华人民共和国政治人物。1996年6月加入中国共产党，1996年8月参加工作。曾任北京市顺义区区长、区委书记，北京市人民政府党组成员、副市长等职。

## 生平
曾任北京地铁集团有限责任公司融资规划部副部长，北京市基础设施投资有限公司融资建设部经理、总经理助理、党委委员、副总经理，北京市丰台区人民政府副区长，北京南站地区管委会主任（兼），中共北京市丰台区委常委、副区长，北京市发展和改革委员会党组成员、副主任等职。
2015年12月，任中共北京市顺义区区委副书记，区人民政府副区长、代区长；2016年1月，正式当选为区长。2018年4月，任中共北京市顺义区委书记。
2023年1月19日，升任北京市人民政府党组成员、副市长。2024年4月21日，因涉嫌严重违纪违法接受中央纪委国家监委审查调查。其被查有迹可循，23年底缺席市政府宪法宣誓。2024年10月被开除党籍和公职。
2024年11月，高朋涉嫌受贿、玩忽职守一案由国家监委调查终结，移送司法机关，最高人民检察院对其决定逮捕。2025年3月，经最高人民检察院指定，高朋受贿、玩忽职守一案由吕梁市人民检察院向吕梁市中级人民法院提起公诉。